# Noc a město
Noc a město (v anglickém originále Night and the City) je americký dramatický film z roku 1992. Režisérem filmu je Irwin Winkler. Hlavní role ve filmu ztvárnili Robert De Niro, Jessica Lange, Alan King, Jack Warden a Cliff Gorman.

## Obsazení
| Robert De Niro | Harry Fabian       |
| Jessica Lange  | Helen              |
| Alan King      | Boom Boom Grossman |
| Jack Warden    | Al Grossman        |
| Cliff Gorman   | Phil               |
| Eli Wallach    | Peck               |
| Barry Primus   | Tommy              |
| Henry Milligan | Cotton             |